# دیو اپینگ (بازیکن فوتبال، زاده ۱۸۸۱)
دیو اپینگ (انگلیسی: Dave Ewing؛ ژوئن ۱۸۸۱ – june ۱۹۲۶ (۴۴−۴۵ سال)) بازیکن فوتبال اهل پادشاهی متحد بریتانیای کبیر و ایرلند بود.
از باشگاه‌هایی که در آن بازی کرده‌است می‌توان به باشگاه فوتبال وورکینگتون ای. اف. سی، باشگاه فوتبال کویینز پارک رنجرز، باشگاه فوتبال نیوپورت کانتی، باشگاه فوتبال وورکساپ تاون، باشگاه فوتبال چسترفیلد، باشگاه فوتبال برنتفورد و باشگاه فوتبال هادرزفیلد تاون اشاره کرد.